# ناتالی هولت
ناتالی هولت (به انگلیسی: Natalie Holt؛ زادهٔ ۲۹ ژوئن ۱۹۸۲) موسیقی‌دان، آهنگساز و نوازندهٔ ویولا اهل انگلستان است.
هولت، در پروژه های سینمایی و تلویزیونی متعددی کار کرده است. او در درجهٔ اول، به دلیل کارش در چندین اثر برجسته مانند لوکی و پدینگتون شناخته شده است. او در آکادمی سلطنتی موسیقی و سپس مدرسهٔ ملی فیلم و تلویزیون آموزش دید و قبل از اینکه آهنگساز فیلم شود، به عنوان نوازندهٔ ویولن کلاسیک فعالیت کرد. وی عضو «کوارتت زهی ری‌ون» است.

## فیلم‌شناسی

### آثار سینمایی
| سال  | نام فیلم     | کارگردان     |
| ---- | ------------ | ------------ |
| ۲۰۱۵ | زن طلایی‌پوش  | سایمن کورتیس |
| ۲۰۱۷ | پایان سفر    | سال دیب      |
| ۲۰۲۰ | خودش         | فیلیدا لوید  |
| ۲۰۲۰ | کافر         | سیروس نورسته |
| ۲۰۲۲ | شاهزاده خانم | لی-ون کیت    |

### آثار تلویزیونی
| سال       | نام              |
| --------- | ---------------- |
| ۲۰۰۷      | بریتینز گات تلنت |
| ۲۰۱۱      | آرزوهای بزرگ     |
| ۲۰۱۴      | زن محترم         |
| ۲۰۱۷      | سقوط شوالیه      |
| ۲۰۱۸      | نشریات           |
| ۲۰۲۰      | سقوط آب مرده     |
| ۲۰۲۳–۲۰۲۱ | لوکی             |
| ۲۰۲۲      | اوبی وان کنوبی   |